# Charlotte Nicdao
Charlotte Nicdao, född den 14 augusti 1991, är en skådespelare från Australien. Hon är känd för sin roll i ungdomsserien Kompisar på nätet som Jackie Lee, den välorganiserade och duktiga studenten från Singapore. Hon har också medverkat i ett avsnitt av TV-serien Elefantprinsessan i rollen som Hannah. Kompisar på nätet spelades in 2009. Hon spelade mot Marny Kennedy och Sophie Karbjinski m.fl. i Kompisar på nätet. Charlotte är även en duktig sångerska och hon sjöng flera låtar med Marny och Sophie till Kompisar på nätet.

## Filmografi (urval)
- 2017 – Thor: Ragnarök
- 2010–2011 – Kompisar på nätet (TV-serie) (26 avsnitt, som Jackie Lee)
- 2008–2008 – Elefantprinsessan (TV-serie)